# Lingue finnovolgaiche
Le lingue finnovolgaiche sono un gruppo linguistico che insieme alle lingue permiche costituisce il gruppo delle lingue finnopermiche della famiglia linguistica uralica.

## Classificazione delle lingue
Le lingue finnovolgaiche si possono classificare in tre gruppi: le lingue mari, mordvine e finnolapponi. Il gruppo include anche tre lingue estinte che non si possono classificare con precisione. Le lingue finnovolgaiche si classificano nel modo seguente:
Volgaico
- mari (ceremisso)
- mordvino
  - erza
  - mokša
- Lingue morte
  - merja
  - muroma
  - meščëra

Finnosami o Finnolappone
- Sami
  - Sami occidentale
    - sami meridionale
    - sami di Ume
    - sami di Lule
    - sami di Pite
    - sami settentrionale

  - Sami orientale
    - sami di Inari
    - sami di Kemi
    - sami skolt
    - sami di Akkala
    - sami di Kildin
    - sami di Ter
- Baltofinnico
  - estone
  - finlandese
  - ingrico
  - careliano
    - careliano proprio
    - ludo
    - livvi (oloneziano, careliano di Aunus)

  - livone
  - vepso
  - võro (include seto)
  - votico